# Ареций, Бенедикт
Бенеди́кт Аре́ций (нем. Benedíctus Arétius; 1522—1574) — реформатский христианский богослов, теолог, ботаник, педагог, географ XVI века .

## Биография
Бенедикт Ареций родился в 1522 году Беттеркиндене, в Бернском кантоне Швейцарии, в семье католического священника и назывался первоначально Марти.
Ареций получил образование в университете Марбурга, затем преподавал в своей альма-матер философию. В 1548 году получил место учителя в латинской гимназии в городе Берне, в 1549 году стал ректором этой гимназии. С 1553 года — в Бернской богословской высшей школе (в XIX веке преобразованной в Академию, а затем в Бернский университет): сначала на должности профессора греческого языка и иврита, а с 1563 года — на должности профессора богословия.
Согласно Энциклопедическому словарю Брокгауза и Ефрона, «важнейшее его сочинение по богословию „Theologiae problemata“ (Женева, 1579; 2 изд. 1617) пользовалось в своё время большой известностью; его краткое руководство к полемике „Examen theologicum“ выдержало шесть изданий. Им написан также комментарий к произведениям Пиндара и описаны растения, встречаемые на горах Штокгорн и Низен».
Бенедикт Ареций скончался в Берне 22 апреля 1574 года.